# Mechanix
Mechanix è un album studio del gruppo musicale britannico UFO, pubblicato nel 1982 per l'etichetta discografica Chrysalis Records.

## Tracce
1. The Writer – 4:12 (Chapman, Mogg, Carter)
2. Something Else – 3:21 (Cochran, Sheeley)
3. Back Into My Life – 4:59 (Lyons, Way, Mogg)
4. You'll Get Love – 3:10 (Carter, Chapman, Mogg)
5. Doing It All For You – 5:02 (Way, Chapman, Carter, Mogg)
6. We Belong To The Night – 3:57 (Way, Carter, Mogg)
7. Let It Rain – 4:01 (Way, Carter, Mogg)
8. Terri – 3:53 (Chapman, Mogg)
9. Feel It – 4:07 (Way, Mogg)
10. Dreaming – 3:57 (Carter, Mogg)
11. Heel of a Stranger – 4:05 (Way, Chapman, Carter, Mogg) – (bonus track on CD issue)

## Formazione
- Phil Mogg - voce
- Paul Chapman - chitarra
- Pete Way - basso
- Andy Parker - batteria
- Neil Carter - chitarra